# Ipomoea mirabilis
Ipomoea mirabilis är en vindeväxtart som beskrevs av P.P.A.Ferreira och Sim.-bianch. Ipomoea mirabilis ingår i släktet praktvindor, och familjen vindeväxter. Inga underarter finns listade i Catalogue of Life.